# دکمه هسته‌ای

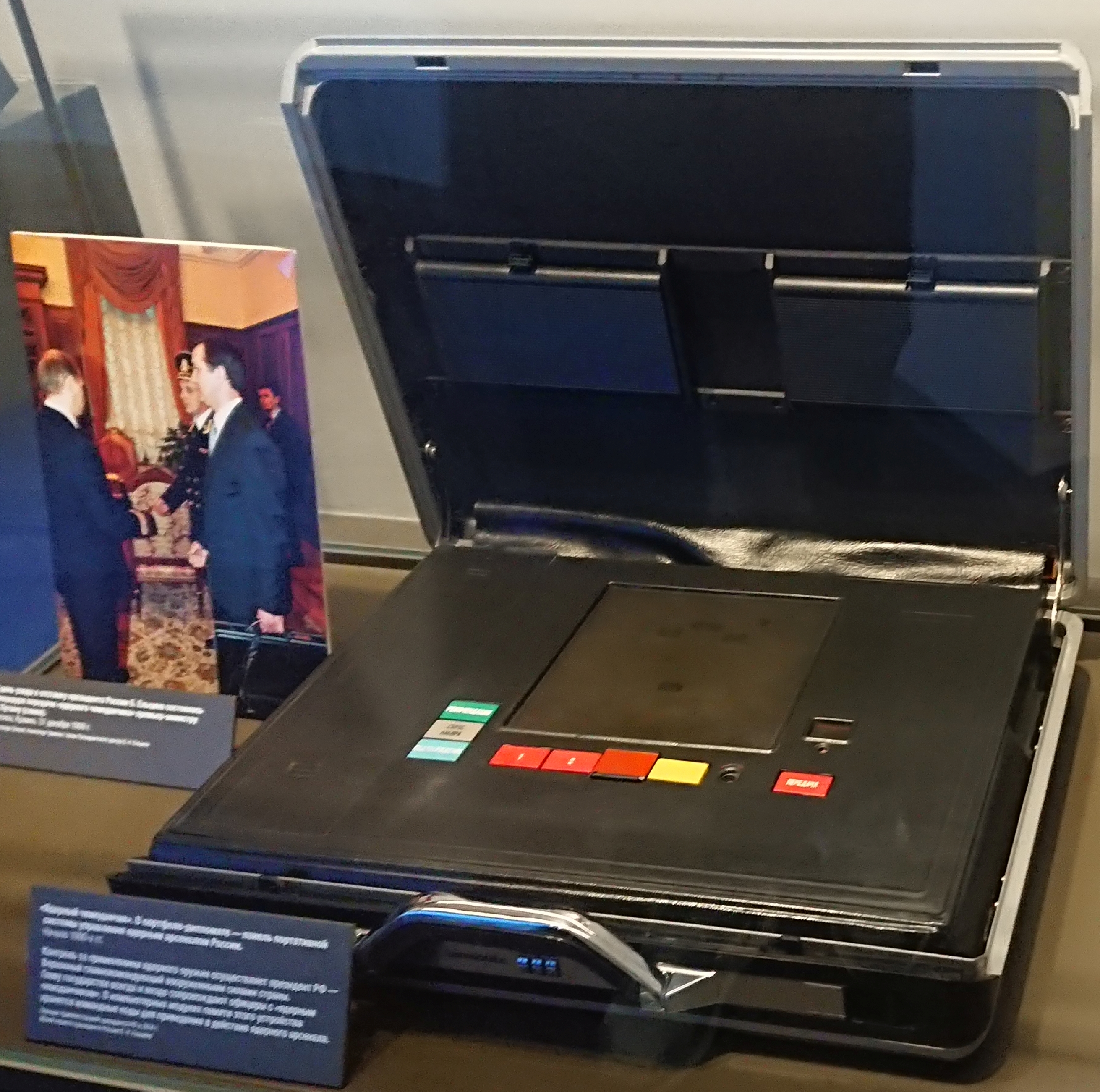
کیف دستی چگت، که سلاح‌های هسته‌ای روسیه را کنترل می‌کند.

«دکمه هسته‌ای» (انگلیسی: Nuclear button) یک اصطلاح مجازی است که به قدرت استفاده از سلاح‌های هسته‌ای اشاره دارد. «فشار دادن دکمه هسته‌ای» به معنای استفاده واقعی از آن‌هاست. روند واقعی استفاده از چنین سلاح‌هایی پیچیده‌تر از صرفاً فشار دادن یک دکمه است. «دکمه هسته‌ای» ممکن است به دلیل تغییرات سیاسی یا ناتوانی فردی که در حال حاضر کنترل آن را بر عهده دارد، به مقام دیگری منتقل شود.
کشورهای هسته‌ای مختلفی کیف اتمی دارند که رهبر (مانند رئیس‌جمهور ایالات متحده آمریکا) را همراهی می‌کند و به آن‌ها امکان می‌دهد تا هر زمان که بخواهند موشک‌های هسته‌ای را پرتاب کنند.
تصاویر دکمه‌های هسته‌ای گاهی در فرهنگ عامه ظاهر می‌شوند – برای مثال، موزیک ویدئوی یک اشتباه است که در آن یک افسر به طور تصادفی دکمه هسته‌ای را فشار می‌دهد؛ و سرزمین سردرگمی، که در آن رئیس‌جمهور ریگان با استفاده از دکمه، یک حمله هسته‌ای را آغاز می‌کند.

## اعلامیه کره شمالی
در ۱ ژانویه ۲۰۱۸، کیم جونگ اون در سخنرانی سال نو خود اعلام کرد "دکمه هسته‌ای همیشه روی میز کار من است" تا ایالات متحده را آگاه کند که او می‌تواند به دلخواه به این کشور حمله کند. رئیس‌جمهور ترامپ روز بعد از طریق توییتر پاسخ داد:

| دونالد جی. ترامپ | توییتر |
| @realDonaldTrump |        |

             آیا کسی از رژیم تحلیل‌رفته و گرسنه او می‌تواند به او اطلاع دهد که من نیز یک دکمه هسته‌ای دارم، اما بسیار بزرگتر و قدرتمندتر از مال اوست و دکمه من کار می‌کند!
         

        January 2, 2018

## دکمه دایت کوک
گزارش شده است که ترامپ از یک "دکمه دایت کوک" قرمز به عنوان سیگنالی برای خدمتکار استفاده می‌کرد تا یک لیوان دایت کوک را در دفتر بیضی سرو کند. در کتابش در سال ۲۰۱۹ با عنوان تیم اف وایپرز، کلیف سیمز می‌نویسد که ترامپ به شوخی در مقابل بازدیدکنندگان از آن به عنوان دکمه هسته‌ای یاد می‌کرد: "میهمانان که مطمئن نبودند چه کار کنند، با ابروهای بالا انداخته به یکدیگر نگاه می‌کردند. لحظاتی بعد، یک پیشخدمت وارد اتاق می‌شد در حالی که یک لیوان پر از دایت کوک را روی سینی نقره‌ای حمل می‌کرد، و ترامپ با صدای بلند می‌خندید."